# Tetradiclis corniculata
Tetradiclis corniculata är en tvåhjärtbladig växtart som beskrevs av P. Khalkuziev. Tetradiclis corniculata ingår i släktet Tetradiclis och familjen Tetradiclidaceae. Inga underarter finns listade i Catalogue of Life.